# クリスマスビール
クリスマスビール（英語: Christmas beer、デンマーク語: Julebryg、ノルウェー語: Juleøl、スウェーデン語: Julöl）は、クリスマスあるいは冬季に限定して販売されるビール。シーズンビールの一種。英語圏ではクリスマスエール（英語: Christmas ale）と呼ぶこともある。
通常期に販売されているビールと比較すると、アルコール度数が高めで、シナモン、オレンジピール、クローブ、バニラなどを加えることも多い。
長期保存技術が発達していなかった時代、9月終わり頃から天然の保存料となるクローブ、シナモン、リコリスといったスパイス類を多く使い、（保存の目的で）長期間の発酵、熟成を行ってアルコール度数を高めたのが始まりと言われている。